# بيار
بلدية بئار أو (نقحرة: بيار) (بالإسبانية: Biar)‏, هي بلدية تقع في مقاطعة لقنت. جنوب شرق إسبانيا. يبلغ عدد سكانها 3.647 نسمة.

## أعلام
- باسكوال بارا

## وصلات خارجية
- (بالإسبانية)